# Michele Angelo Cianciulli
Michele Angelo Cianciulli, appelé Michelangelo au sein de sa famille, est un marquis et homme d'État du royaume de Sicile. 
Il est né à Montella le 1er août 1734 et étudie le droit à l'Université de Naples. Il est régent du royaume de Sicile du 8 juillet 1808 au 1er août 1808 lorsque Ferdinand Ier des Deux-Siciles remet la couronne du royaume à Joseph Bonaparte et à Murat. Il est nommé ministre de la Justice et règle le projet de loi abolissant le féodalisme. 
Il est mort à Naples le 16 mai 1819. 

## Voir également
- Ferdinand Ier des Deux-Siciles
- Joseph Bonaparte
- Joachim Murat